# NGC 2645
NGC 2645 ist ein offener Sternhaufen im Sternbild Segel des Schiffs und hat eine Winkelausdehnung von 3,0' und eine scheinbare Helligkeit von 7,0 mag. Er wurde am 29. Dezember 1834 von John Herschel entdeckt und wird unter anderem auch als OCl 754 oder nach Paris Pişmiş als Cl Pismis 6 bezeichnet.